# 夏文杰
夏文杰(1981年12月22日—)，中國男子拳擊運動員，遼寧大連出生，代表前衛隊。

## 生涯
夏文杰於1997年進入遼寧省營口市體育學校，並在這兒接受拳擊運動的訓練。3年後，他入選遼寧拳擊隊。2003年，他改為代表前衛隊。2006年，他成為國家隊一員，高振國是他的教練。
同一年的9月，夏文杰贏得了全國冠軍賽的64公斤級小項的冠軍。3個月後的多哈亞運，他在拳擊項目的64公斤級小項的首圈中以11:14不敵泰國對手及該小項的金牌得主而出局。翌年4月，夏文杰在世界錦標賽中再次被泰國對手擊敗而被淘汰出局。
2009年，他於十一運會中由於傷出的關係，無法作賽，在首輪出局，無緣首奪全運會獎牌。